# Philopotamus hamatus
Philopotamus hamatus is een fossiele soort schietmot uit de familie Philopotamidae.